# Tipula autumna
Tipula autumna är en tvåvingeart som beskrevs av Alexander 1921. Tipula autumna ingår i släktet Tipula och familjen storharkrankar. Inga underarter finns listade i Catalogue of Life.